# نازنین پوینده
نازنین پوینده (زادهٔ ۳۰ شهریور ۱۳۶۰ در تهران) یک هنرمند و نقاش ایرانی است که در حومهٔ پاریس زندگی می‌کند.
او در تهران و در خانواده‌ای روشنفکر بزرگ شد. پس از قتل پدرش محمدجعفر پوینده در دسامبر ۱۹۹۸ میلادی، نازنین به ‌تنهایی و در سن ۱۸ سالگی به فرانسه رفت.
او مدتی بین انتخاب موسیقی و هنر برای رشتهٔ تحصیلی‌اش مردد بود و سرانجام در سال ۲۰۰۰ به مدرسه عالی ملی هنرهای زیبا رفت و در کارگاه‌های آموزشی نقاش و مجسمه‌ساز هلندی «پت آندرئا» نیز شرکت کرد. او در سال ۲۰۰۵ فارغ‌التحصیل شد و سپس در سال ۲۰۰۷ از دانشگاه پانتئون-سوربن فوق‌لیسانس گرفت. فعالیت‌های حرفه‌ای در واقع از سال ۲۰۰۸ شروع شد و آثارش در گالری‌های در پانتن و ژانتیئی به‌نمایش درآمد. وی نمایشگاه‌های انفرادی و جمعی متعددی در فرانسه و خارج آن داشته‌ است. برخی از آثار او به‌طور دائمی در موزهٔ فریسیراس آتن، موزهٔ رامین صلصالی در دبی، گالری میشائیل شولتز در برلین و گالری لیلا هلر در نیویورک در معرض تماشاست.
او تاکنون بابت فعالیت‌های هنری‌اش، برندهٔ جوایز گوناگونی شده است که از آن میان، می‌توان به «جایزه آلفونز سلیر» از فرهنگستان هنرهای زیبای فرانسه، «جایزه مخصوص ارو» در دوازدهمین دوره مسابقه آنتوان مرن در آخکویی و هم‌چنین دیپلم افتخار صندوق جمعیت سازمان ملل متحد در سال ۱۹۹۵ اشاره کرد.